# Palaeohierax gervaisii
Palaeohierax gervaisii — викопний вид яструбоподібних птахів родини яструбових (Accipitridae), що існував в Європі у пізньому олігоцені. Викопні рештки птаха знайдені у місті Шатюза в департаменті Пюї-де-Дом на півдні центральної частини Франції.